# فرانچسکو وندیتی
فرانچسکو وندیتی (ایتالیایی: Francesco Venditti؛ زادهٔ ۲۷ اوت ۱۹۷۶) بازیگر و صداپیشه اهل ایتالیا است.
از فیلم‌هایی که وی در آن نقش داشته‌است، می‌توان به نرون، چهار برادر و اتاق‌خواب‌ها اشاره کرد.